# Calomela
Calomela is een geslacht van kevers uit de familie bladkevers (Chrysomelidae).
De wetenschappelijke naam van het geslacht werd in 1840 gepubliceerd door Frederick William Hope.

## Soorten
- Calomela ioptera Baly, 1856
- Calomela relicta Reid, 1989
- Calomela selmani Daccordi, 2003